# Суше, Жан Луи Радюи де
Жан Луи Радюи, граф де Суше (фр. Jean-Louis Raduit de Souches; 16 августа 1608, Ла-Рошель — 12 августа 1682, Евишовице (Южная Моравия) — генерал-фельдмаршал Священной Римской империи. В литературе советского периода упоминается, как Людовик де Суш.

## Биография
Жан Луи де Суше происходил из знатной, но обедневшей гугенотской семьи. После взятия Ла-Рошели войсками кардинала Ришельё, в 1629 году покинул Францию, как по причине преследований, которым подвергалась его семья, так и из надежды разбогатеть на иностранной службе. В Европе шла Тридцатилетняя война. Суше нанялся в шведскую армию (где впервые упоминается в 1635 году), в качестве капитана отряда наемников. Поначалу успешно делал карьеру, благодаря протекции графа Делагарди, но, по причине своего строптивого и неуживчивого характера, вступил в конфликт с начальством, был отдан под трибунал, и в 1642 году покинул шведскую службу.
Нанялся в имперские войска эрцгерцога Леопольда Вильгельма в чине подполковника. Вскоре и там попал под суд за неподчинение приказам, но был оправдан. Командуя драгунским полком, отличился в ходе неудачной осады Ольмюца в 1644 году. В следующем году участвовал в битве при Янковице (Янкау), затем был назначен командовать гарнизоном Брюнна. В мае — августе 1645 года, располагая всего 2 тысячами солдат, Суше выдержал осаду 38-тысячной армии Леннарта Торстенсона и Дьёрдя Ракоци. В награду он получил от императора пенсион в 30 тысяч гульденов и баронский титул. За участие в отвоевывании наследных земель Габсбургов в 1646—1648 годах Суше был произведен в генерал-фельдмаршал-лейтенанты и назначен командующим в Брюнне и Моравии.
В 1649 году император предоставил ему право инколата в Моравии, при условии обращения в католицизм в течение трех лет. За 92 тысяч гульденов Суше приобрел владение Яйспиц (Евишовице) в округе Цнайма (Зноймо), к которому позднее прибавил соседние земли Хёстинг, Босковштейн и Платш.
В 1657 году Австрия вступила в Северную войну, и Суше был направлен под началом князя Монтекукколи на помощь полякам против шведов. Сначала командовал кавалерией, затем сменил Монтекукколи на посту командующего, и в июле — декабре 1658 года вместе с поляками Ежи Любомирского осаждал Торн. Из-за раздоров между командирами осада затянулась на полгода, но, в конце концов, шведы капитулировали.
В 1659 году совершил поход в Шведскую Померанию, где неудачно осаждал Штеттин.
Затем действовал против турок в Трансильвании, но слишком рассредоточил свои войска и не смог помешать падению Гроссвардейна в 1660 году.
В 1664 году был произведен в генерал-фельдмаршалы и провел успешную кампанию против турок. После гибели командующего венгерской армией Иштвана Кохари I в битве у стен Левицкой крепости (Левы), в 1663 году захваченной османами, Суше возглавил войска и добился крупного успеха, овладев Левой. Тем не менее, после заключения мира он был отстранен от командования, так как не желал подчиняться Монтекукколи, а венгерское население обвиняло его в алчности и жестокости. Через некоторое время снова вошел в милость при дворе, был назначен командующим на славонской военной границе, а затем губернатором Вены.
В 1673 году был направлен под началом Монтекукколи на Рейн против французов. В 1674 году командовал корпусом в составе войск Вильгельма Оранского. Не желая, по своему обыкновению, подчиняться приказам, Суше медлил с выполнением распоряжений принца, в результате чего союзная армия потерпела неудачу в сражении при Сенефе. Некоторые генералы подозревали, что он получил взятку от неприятеля. Суше был уволен со службы, и остаток дней провел в своих моравских владениях.
В память осады Брно бюст Суше был поставлен в замке Шпильберк.

## Семья
1-я жена: баронесса Анна Элизабет фон Хофкирхен (ум. 19.07.1663), дочь барона Вильгельма фон Хофкирхена и Анны Сабины фон Ауэршперг
Дети:
- Жан Луи де Суше (ум. 1717), был признан слабоумным.
- Шарль Луи де Суше (ум. 1691), имперский генерал пехоты. Осуществлял опеку над своим старшим братом. Жена (1677): графиня Мария Анна фон Пуххейм (ок. 1654—22.08.1684), дочь графа Адольфа Эренрейха фон Пуххейма и графини Марии Терезии фон Лозенштейн
- Анна Доротея Катерина (1652/1653—12.02.1724). Муж: граф Карл Максимилиан фон Турн унд Вальсассина (1643—1716)
- Элеонора. Муж: Карл Йозеф Игнац фон Пуххейм

2-я жена: Анна Саломея, дочь графа д’Аспремон. Сын от этого брака умер во младенчестве.